# Encino
Encino és un districte a la Vall de San Fernando, és una regió de la ciutat de Los Angeles, Califòrnia, Estats Units. És al centre del sud de San Fernando Valley a prop les comunitats de Tarzana, Reseda, Sherman Oaks, Bel-Air i Brentwood.

## Educació

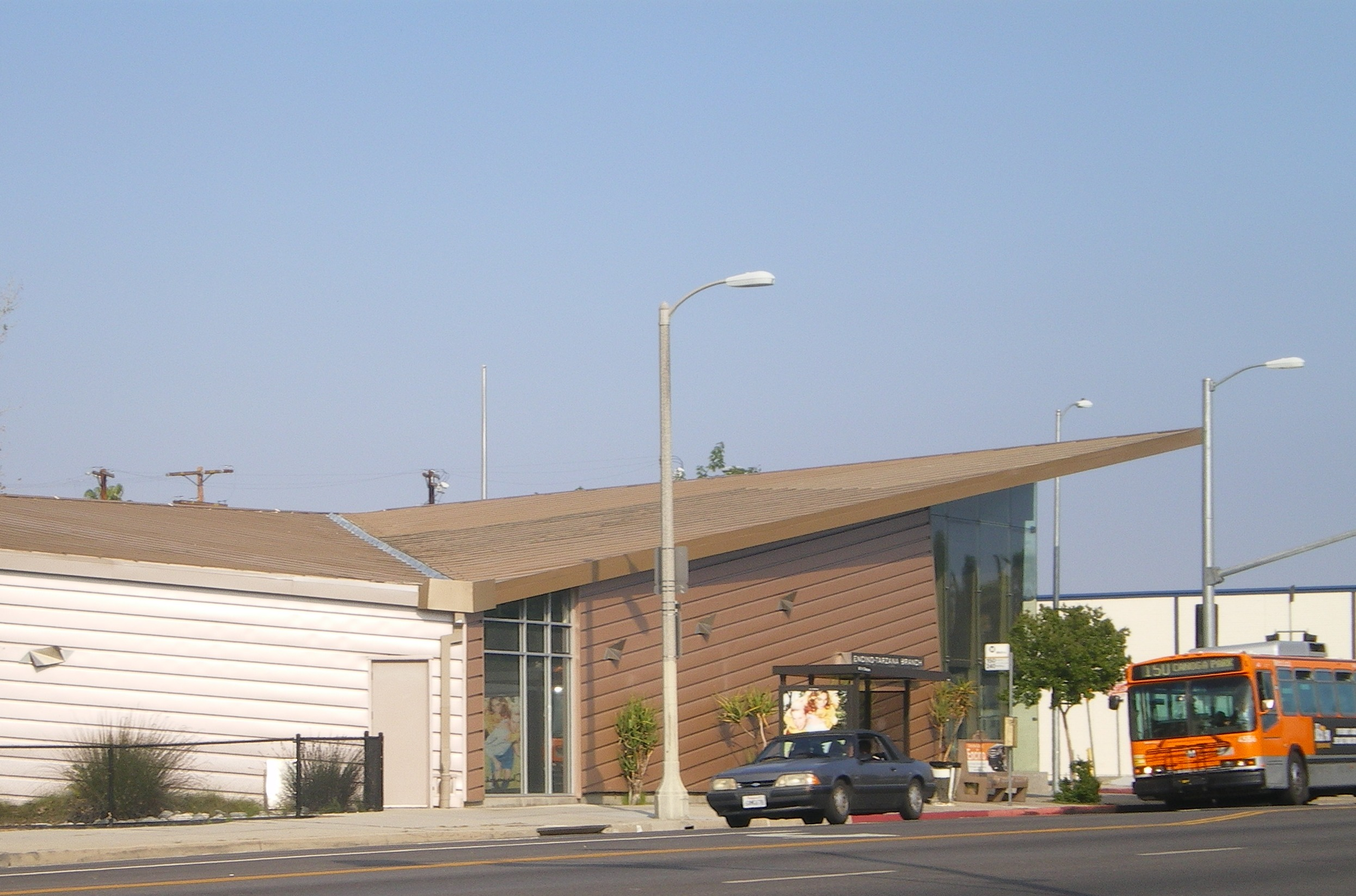
Biblioteca Sucursal Encino-Tarzana

El Districte Escolar Unificat de Los Angeles (LAUSD) gestiona escoles públiques. L'Escola Preparatòria Birmingham Charter serveix parts de Encino.
La Biblioteca Pública de Los Angeles gestiona la Biblioteca Sucursal Encino-Tarzana en Tarzana, es troba en Ventura Boulevard.

## Població
Hi ha aproximadament 41.905 residents. Conforme al cens de l'any 2009. Entre els habitants famosos destaquen:
- Bud Abbott
- Don Ameche
- Foster Brooks
- Edgar Rice Burroughs
- Johnny Carson
- Johnny Cash
- Richard Crenna
- Cherie Currie
- Alice Faye
- Annette Funicello
- Clark Gable
- Dave Grohl
- Phil Harris
- Phil Hartman
- Edward Everett Horton
- Ron Howard
- David Hasselhoff
- Ice Cube
- Família Jackson
- Al Jolson
- Lisa Kudrow
- Carole Lombard
- Julie London
- Daniel Pearl
- Tom Petty
- Richard Pryor
- Sally Ride
- Jenni Rivera
- Mickey Rooney
- Ann Sheridan
- Ashlee Simpson
- Arthur Treacher
- Steve Vai
- John Wayne
- Jack Webb
- John Wooden